# Церковь Святого Пантелеймона (Кёльн)
Церковь святых Пантелеймона, Космы и Дамиана (нем. St. Pantaleon) — католическая церковь в городе Кёльн в южной части старого города (Альтштадт-Зюд) (федеральная земля Северный Рейн-Вестфалия). Церковь расположена в квартале, ограниченном улицами Waisenhausgasse, Am Pantaleonsberg, Am Weidenbach, Rothgerberbach и Pantaleonstraße. Обладает самым богатым внутренним убранством среди всех романских церквей Кёльна. Принадлежит персональной прелатуре Опус Деи.
Представляет собой романскую трёхнефную базилику с двумя трансептами. С западной стороны церковь обладает массивным вестверком, состоящим из одной большой башни высотой 36 м и двух малых, но более высоких, 42-метровых башен. С северной стороны к церкви примыкает обширная замкнутая галерея.

## История
Церковь Святого Пантелеймона располагается на небольшом холме (высота над уровнем Рейна около 17 м). В римские времена на этом загородном холме находилась вилла, построенная между II и IV веками. В меровингский период вилла начинает использоваться для отправления христианских культов. Также на рубеже VI-VII веков на холме начинает формироваться некрополь, о чём свидетельствуют находки множества трапецевидных известковых саркофагов.
Первое упоминание о церкви на холме приводится в документах кёльнского архиепископа Гюнтера в 866 году. В 955 году архиепископ Бруно I Великий основывает здесь бенедиктинский монастырь. В конце правления династии Каролингов монастырь расширяется, в церкви возникают крипта и различные пристройки. С западной стороны сооружается 8-угольное строение, которое, как предполагается, служило баптистерием или мартириумом. Есть предположение, что это сооружение возводилось как усыпальница архиепископа Бруно I, но документальных доказательств этой гипотезы не найдено. Просуществовало, однако, это строение недолго и уже при императрице Феофано в конце X века на его месте сооружается вестверк, украшенный скульптурами Святых Пантелеймона, Космы и Дамиана.
При императрице Феофано и её муже короле Оттоне II церковь богато украшается, а также получает в дар различные реликвии, такие как частица мощей Николая Чудотворца, привезенная из Константинополя, или частица мощей Великомученика Пантелеймона, привезенная из Ахена. Сама императрица Феофано по её завещанию была похоронена в церкви Святого Пантелеймона. Архиепископ Бруно I также похоронен в церковной крипте.
В 1160 году при постройке новых городских стен церковь Святого Пантелеймона оказалась внутри городской черты Кёльна. Архиепископ Анно II в ходе т. н. Зигбургской реформы навязал монастырю Святого Пантелеймона новый монастырский устав, что привело к возникновению массовых беспорядков. Наследники Анно II отказались от проведения реформы в других монастырях из страха повторения беспорядков.
В XVII-XVIII веках церковь постепенно приобретает барочные черты. Так в 1652 году был установлен новый орган, а в 1747 году был пересторен церковный хор. В 1757 году из-за ветхости обрушилась одна из боковых башен. Это вынудило монастырь провести работы по перестройке как обоих боковых, так и средней башни, при этом все они получили барочные навершия.
В 1794 году после занятия Кёльна войсками французской революционной армии монастырь Святого Пантелеймона был закрыт, а в церкви была оборудована конюшня. В 1815 году в церкви была открыта гарнизонная евангелическая церковь. В 1832 году на средней башне церкви было смонтировано приёмо-передающее оборудование Прусского оптического телеграфа (de:Preußischer optischer Telegraf), таким образом церковь стала станций № 51, в цепи из 61 станции, обеспечивающих передачу информации из Кобленца в Берлин на расстояние около 550 км. Первая передача информации из Берлина в Кёльн объёмом 210 слов состоялась 2 февраля 1840 года.
После того, как электрический телеграф полностью вытеснил оптический станция в церкви Святого Пантелеймона была закрыта, а сама церковь в 1890—1892 годах была реставрирована, при этом ей был возвращён первоначальный романский облик. Реставрация была проведена за счёт военного министерства, а сама церковь сохранила статус гарнизонной. После демилитаризации Рейнской области церковь Святого Пантелеймона в 1922 году стала приходской католической церковью.
В годы второй мировой войны во время бомбардировок Кёльна силами британской авиации церковь Святого Пантелеймона сильно пострадала. Были разрушены крыша, башни и часть боковых стен. Безвозвратно погибли великолепные росписи свода, изображавшие сцены жизни Девы Марии и Святого Пантелеймона. Погибло почти всё внутренне убранство церкви, хотя стоит отметить, что наиболее ценные реликвии и произведения искусства были эвакуированы из церкви заблаговременно. Восстановление церкви продолжалось несколько десятилетий.

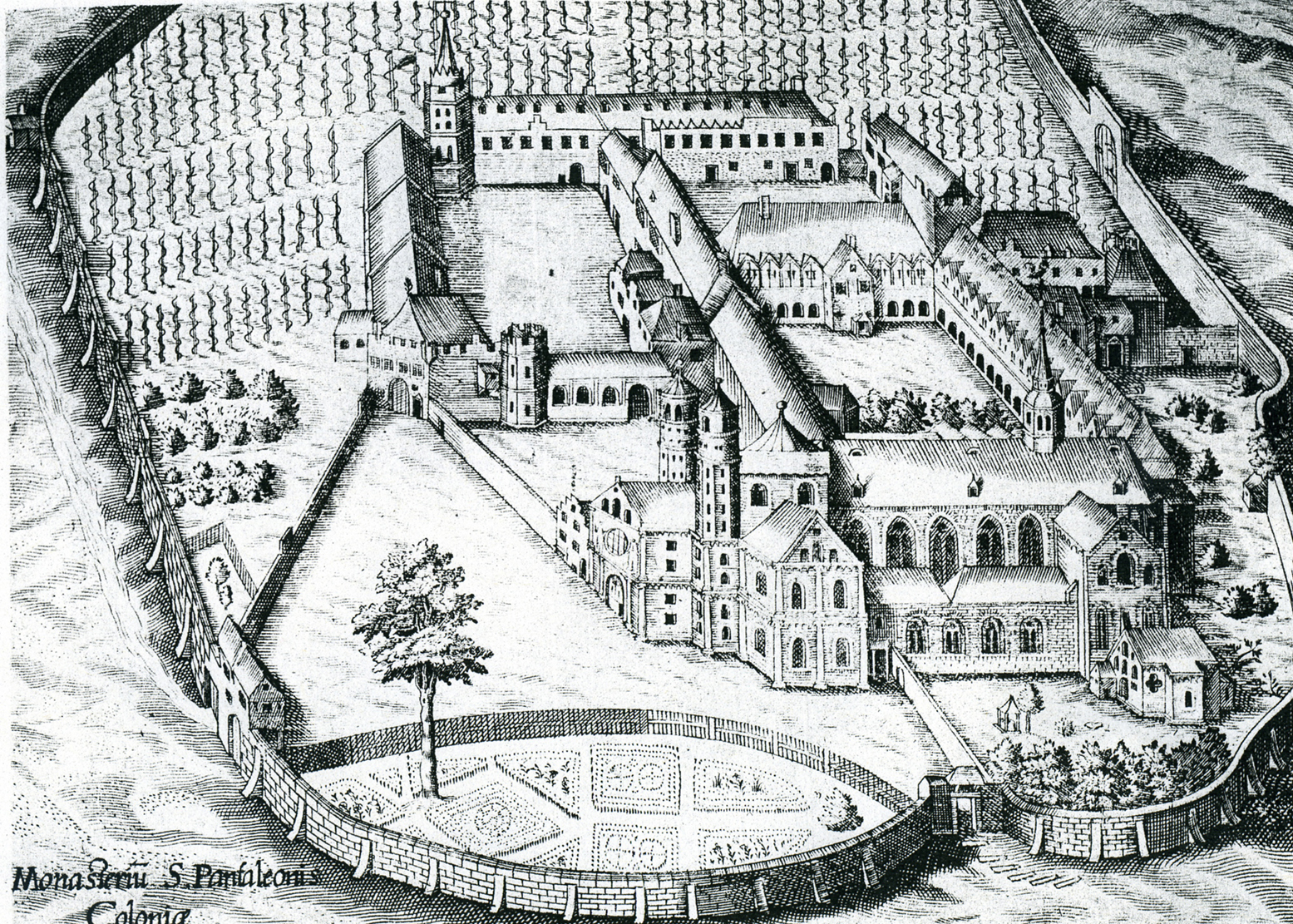
Аббатство Святого Пантелеймона в 1625 году
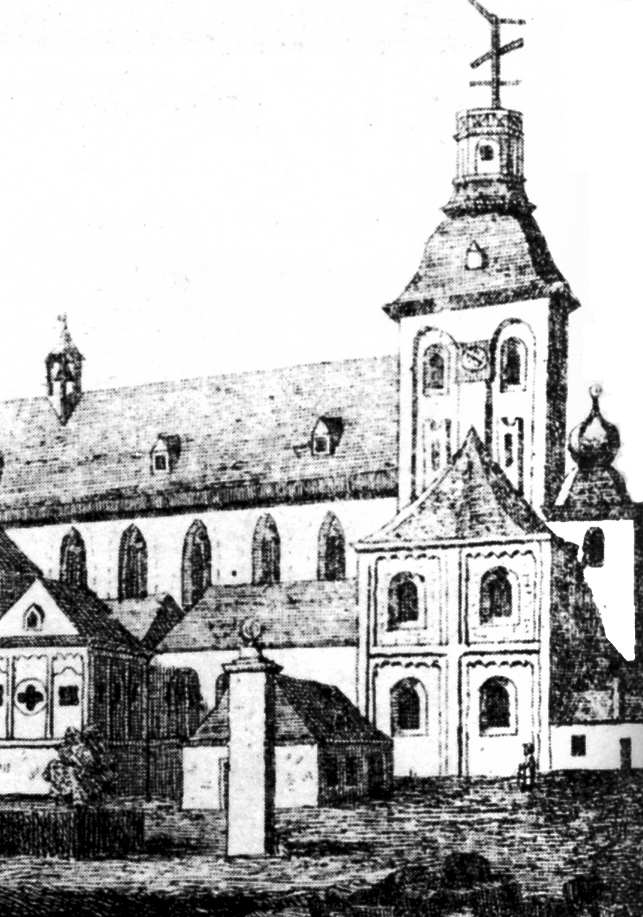
Церковь Святого Пантелеймона в 1832 году с оборудованием оптического телеграфа на средней башне
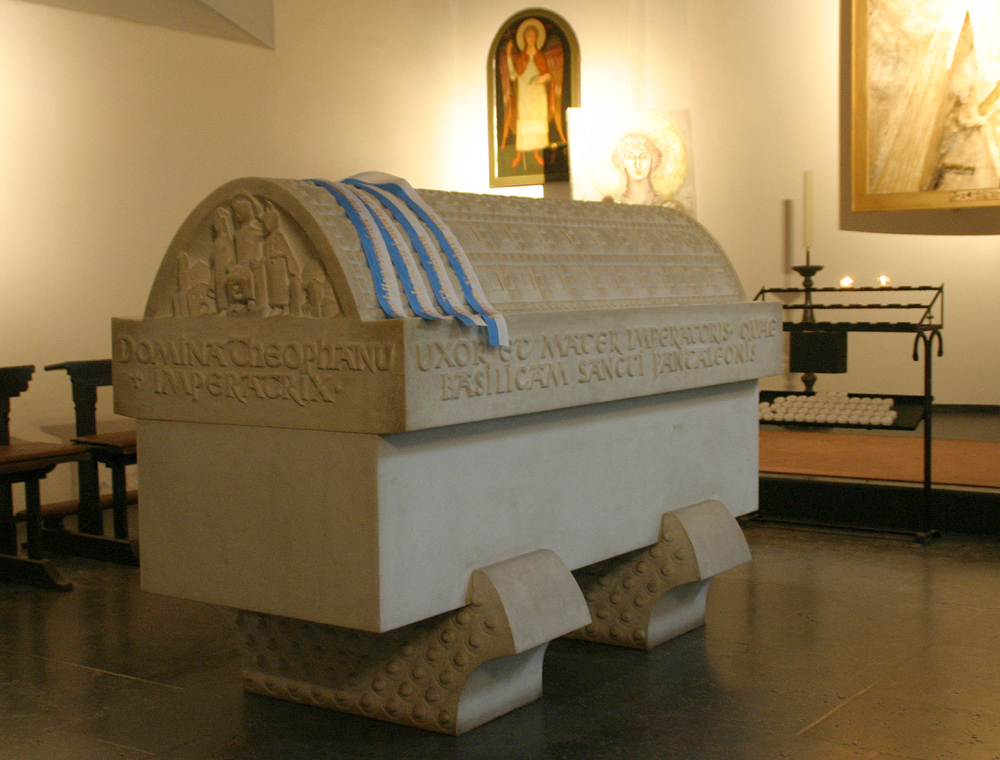
Саркофаг императрицы Феофано
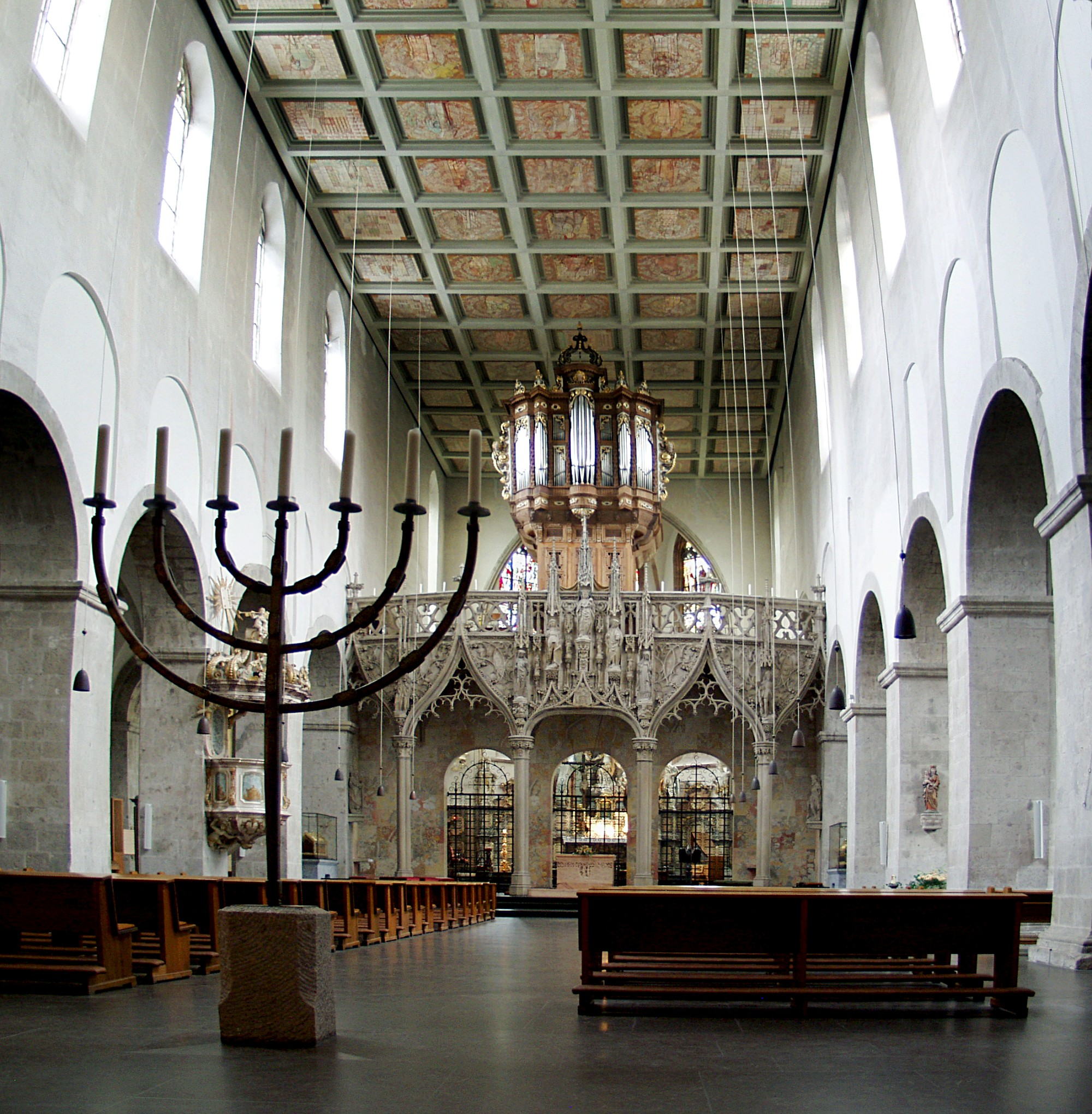
Центральный неф церкви
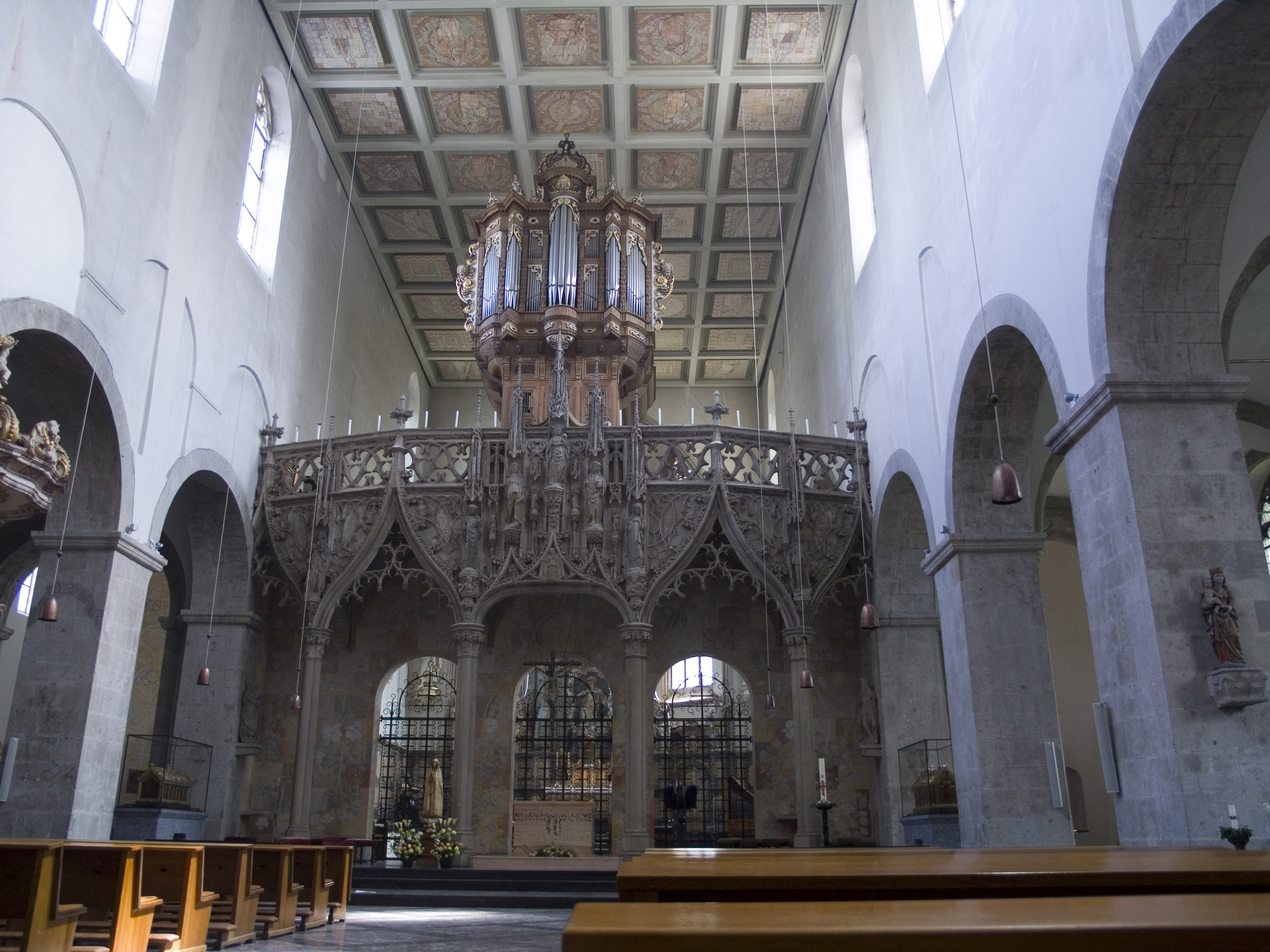
Алтарная часть и орган